# Écrire pour ne pas mourir (album)
Albums de Anne Sylvestre
Dans la vie en vrai Tant de choses à vous dire
Écrire pour ne pas mourir est un album d'Anne Sylvestre paru dans la maison de production qu'elle a créée.

## Historique
Sorti en 1985, c'est le quinzième album d'Anne Sylvestre.
Les titres de l'album sont réédités avec ceux de l'album précédent Dans la vie en vrai dans un seul CD chez EPM Musique.

## Titres
Toutes les chansons sont écrites et composées par Anne Sylvestre.
| No  | Titre                             | Durée      |
| --- | --------------------------------- | ---------- |
| 1.  | Écrire pour ne pas mourir         | 4 min 08 s |
| 2.  | Vous m'avez tant aimée            | 2 min 40 s |
| 3.  | L'Honneur                         | 3 min 47 s |
| 4.  | Flou                              | 3 min 44 s |
| 5.  | Comme Higelin                     | 3 min 50 s |
| 6.  | Trop tard pour être une star      | 2 min 58 s |
| 7.  | Faites-moi plutôt la cour         | 3 min 55 s |
| 8.  | Le Western                        | 3 min 42 s |
| 9.  | Rien qu'une fois faire des vagues | 3 min 37 s |
| 10. | Les Blondes                       | 4 min 00 s |

## Musiciens
- Direction musicale : François Rauber

## Production
- Anne Sylvestre
- Prise de son : Thierry Alazard[4]
- Graphisme : Catherine Feuillie[4]
- Photographies : Irmeli Jung[1],[4]

## Réception
La réception de l'album est présentée au dix-septième chapitre de l'ouvrage de Daniel Pantchenko sur Anne Sylvestre, avec notamment le compte-rendu élogieux de Benoîte Groult.